# Hyalinobatrachium fragile
Hyalinobatrachium fragile là một loài ếch trong họ Centrolenidae. Chúng là loài đặc hữu của Venezuela. Trong tiếng Tây Ban Nha nó được gọi là ranita de cristal fragil.
Các môi trường sống tự nhiên của chúng là các khu rừng ẩm ướt đất thấp nhiệt đới hoặc cận nhiệt đới và sông. Loài này đang bị đe dọa do mất môi trường sống.